# Geoffrey Castillion
Geoffrey Wynton Mandelano Castillion (Amsterdam, 25 maggio 1991) è un calciatore olandese di origini surinamesi, attaccante dell'Ajax Amateurs.

## Carriera

### Club
Cresciuto nelle giovanili di DWS e Ajax, debutta con i lancieri sotto la gestione De Boer il 26 marzo 2011 nella sconfitta per 3-2 contro l'ADO Den Haag. Il 6 maggio gli viene rinnovato il contratto in scadenza a giugno fino al 30 giugno 2013. Il 15 maggio seguente festeggia la vittoria del campionato nello scontro diretto contro il Twente.
Il 5 agosto seguente viene mandato in prestito al RKC Waalwijk con cui debutta alla prima di campionato, da titolare il 7 agosto contro l'Heracles Almelo (2-2). Segna il primo gol da professionista il 21 agosto contro il Roda JC (0-2).
Si ripete il 18 settembre segnando l'unico gol della sua squadra nella sconfitta interna per 1-2 contro l'AZ Alkmaar e il 25 settembre contro il NEC Nijmegen.
Conclude la stagione con 29 presenze e 6 gol.
In estate l'Ajax lo manda ancora in prestito, questa volta destinazione Heracles Almelo.
Dopo 29 presenze e un solo gol, fa ritorno all'Ajax.
Nell'inverno del 2021 passa al Como nella serie C italiana, dove ottiene la vittoria del campionato pur scendendo in campo in una sola occasione, chiuso nel suo ruolo da altri elementi.

### Nazionale
Ha giocato con l'Under-18 disputando due partite e segnando un gol e con l'Under-19 sei partite e due gol.

## Palmarès

### Club

#### Competizioni nazionali
- Campionato olandese: 1

Ajax 2010-2011
- Serie C: 1

Como: 2020-2021 (girone A)